# Camembert (Orne)
Camembert ist eine französische Gemeinde mit 169 Einwohnern (Stand 1. Januar 2022) im Département Orne in der Region Normandie. Sie liegt in der Nähe von Vimoutiers im Arrondissement Mortagne-au-Perche. Der Name stammt aus dem Mittelalter und bedeutete so viel wie Feld (camp) des Mambert.
Das normannische Dorf ist bekannt für den gleichnamigen Weichkäse Camembert, der 1791 von der Bäuerin Marie Harel erfunden worden sein soll.